# Ман (філософський термін)
Ман (нім. das man, від нім. man - невизначено особовий займенник) — одне з основних понять екзистенціалізму, введене М. Гайдеггером у своїй основній роботі "Буття та час" (нім. Sein und Zeit). Термін не перекладається українською мовою. У німецькій мові виступає суб'єктом невизначено-особових речень. Перебування "ман" у світі - це такий спосіб існування людини, коли вона мислить, відчуває і діє "як усі", не обираючи в кожній конкретній ситуації свого дійсного шляху. "Ман" виступає у вигляді загальноприйнятих принципів поведінки, моралі, застиглих і оречевлених форм мови, мислення і т.д. "Ман" завжди ворожий до людини, протистоїть її вільній діяльності, існуванню її як особистості. Щоб вийти з-під влади "ман" і досягти свободи, людина, згідно з екзистенціалізмом, має поставити себе в граничну ситуацію між життям і смертю. Лише відчувши страх смерті, особистість виривається із щоденного буття, стає вільною і може нести відповідальність за свої вчинки. "Ман" виступає як морально-етична опозиція відчуженому суспільству.